# تياغو بوينو
تياغو بوينو هو منافس ألعاب قوى برازيلي، ولد في 21 فبراير 1983 في كامبيناس في البرازيل.

## وصلات خارجية
- تياغو بوينو على موقع الاتحاد الدولي لألعاب القوى (الإنجليزية)